# Barnsley East (circonscription britannique)
La circonscription de Barnsley East  est une circonscription situé dans le Hampshire et représenté à la Chambre des communes du Parlement britannique.